# Cratere Jamila
Jamila  è un cratere sulla superficie di Venere.